# Nikolaj Pešalov
Nikolaj Pešalov –en búlgaro, Николай Славев Пешалов, Nikolai Slavev Peshalov– (Pazardzhik, Bulgaria, 30 de mayo de 1970) es un deportista búlgaro, nacionalizado croata, que compitió en halterofilia (hasta el año 1997 lo hizo bajo la bandera de Bulgaria).
Participó en cuatro Juegos Olímpicos de Verano, obteniendo en total cuatro medallas: plata en Barcelona 1992, bronce en Atlanta 1996, oro en Sídney 2000 y bronce en Atenas 2004.
Ganó seis medallas en el Campeonato Mundial de Halterofilia entre los años 1989 y 1998, y doce medallas en el Campeonato Europeo de Halterofilia entre los años 1989 y 2004.

## Palmarés internacional
| Representando a Bulgaria |                           |                   |           |
| Juegos Olímpicos         |                           |                   |           |
| Año                      | Lugar                     | Medalla           | Categoría |
| 1992                     | Barcelona (España)        | Medalla de plata  | 60 kg     |
| 1996                     | Atlanta (Estados Unidos)  | Medalla de bronce | 59 kg     |
| Campeonato Mundial       |                           |                   |           |
| Año                      | Lugar                     | Medalla           | Categoría |
| 1989                     | Atenas (Grecia)           | Medalla de plata  | 60 kg     |
| 1990                     | Budapest (Hungría)        | Medalla de oro    | 60 kg     |
| 1993                     | Melbourne (Australia)     | Medalla de oro    | 59 kg     |
| 1994                     | Estambul (Turquía)        | Medalla de oro    | 59 kg     |
| 1995                     | Cantón (China)            | Medalla de bronce | 59 kg     |
| Campeonato Europeo       |                           |                   |           |
| Año                      | Lugar                     | Medalla           | Categoría |
| 1989                     | Atenas (Grecia)           | Medalla de plata  | 60 kg     |
| 1990                     | Ålborg (Dinamarca)        | Medalla de plata  | 60 kg     |
| 1991                     | Władysławowo (Polonia)    | Medalla de oro    | 60 kg     |
| 1992                     | Szekszárd (Hungría)       | Medalla de oro    | 60 kg     |
| 1993                     | Sofía (Bulgaria)          | Medalla de oro    | 59 kg     |
| 1994                     | Sokolov (República Checa) | Medalla de oro    | 59 kg     |
| 1995                     | Varsovia (Polonia)        | Medalla de oro    | 59 kg     |
| 1997                     | Rijeka (Croacia)          | Medalla de oro    | 59 kg     |
| Representando a Croacia  |                           |                   |           |
| Juegos Olímpicos         |                           |                   |           |
| Año                      | Lugar                     | Medalla           | Categoría |
| 2000                     | Sídney (Australia)        | Medalla de oro    | 62 kg     |
| 2004                     | Atenas (Grecia)           | Medalla de bronce | 69 kg     |
| Campeonato Mundial       |                           |                   |           |
| Año                      | Lugar                     | Medalla           | Categoría |
| 1998                     | Lahti (Finlandia)         | Medalla de plata  | 62 kg     |
| Campeonato Europeo       |                           |                   |           |
| Año                      | Lugar                     | Medalla           | Categoría |
| 1999                     | La Coruña (España)        | Medalla de bronce | 62 kg     |
| 2000                     | Sofía (Bulgaria)          | Medalla de oro    | 62 kg     |
| 2001                     | Trenčín (Eslovaquia)      | Medalla de oro    | 62 kg     |
| 2004                     | Kiev (Ucrania)            | Medalla de plata  | 69 kg     |